# Железнодорожная ветка Софрино — Красноармейск
Железнодорожная ветка Софрино — Красноармейск появилась в 1896 году, и изначально там была узкоколейная ветка которая доходила только до платформы Фёдоровское.
Строили УЖД для доставки торфа и дешёвого топлива, и отходила она от ныне заброшенного Софринского кирпичного завода.
Построили широкую колею только в 1956 году и протянули до Красноармейска и шли там поезда на дизельной тяге или по другому кукушки.
Нынешняя ветка была электрифицирована в 1993-1994 году, по данным газеты датированными 22 ноября 1994 года, было написано что в тот день пути были электрифицированы и шли уже не до Софрино а до Ярославского вокзала, что радовало жителей Красноармейск
В день проходят примерно 6-8 пар электричек.

## Платформы
На линии есть 4 остановочных пункта: Посёлок Дальний, Фёдоровское, Рахманово и Путилово